# ژاله‌پوش‌ریزه
ژاله‌پوش‌ریزه (نام علمی: Droseridites)، یک سرده از گیاهان منقرض شده با میل احتمالی ژاله‌پوشان یا گیاه‌پارچ‌ها است. این یک آرایه است که فقط از گرده‌های فسیلی شناخته شده‌است. گونه‌های اختصاص داده شده به این جنس از مناطق متعددی از جهان، از جمله اروپا (از فرانسه تا قفقاز)، هند، مصر، شبه جزیره عربستان، و جزایر کرگولن سرچشمه می‌گیرند.
مشخصه این جنس دانه‌های گرده بدون سوراخ و کشیده است که در چهاروجهی چهارتایی(گروه‌های چهارتایی) متحد شده‌اند. دانه‌ها پرولات، مخطط و تری‌کولپات هستند. کولپی باریک و بلند است، در حالی که استریا بسیار ظریف، فشرده و به موازات محور قطبی قرار دارد.

## گونه‌ها
ژاله‌پوش‌ریزه پیچاپیچ (Droseridites spinosus)، گونه نماد، از دوره ترشیاری جزایر کرگولن و میوسن هند، از جمله سازند وارکالی (معادن رسی بهاراتی (Bharathi) و کوندرا (Kundra)، کرالا) و سازند سیندودورگ (Sindhudurg) (معدن ماولی (Mavli) در ردی (Redi) بخش سیندودورگ، ماهاراشترا) ثبت شده‌است. این قرابت احتمالی گیاه‌پارچ‌ها است. نمونه‌های شناسایی شده در ادبیات به‌عنوان ژاله‌پوش‌ریزه قیاس. پیچاپیچ (D. cf. spinosus) نیز از نهشته‌های میوسن مجارستان گزارش شده است.
ژاله‌پوش‌ریزه سیخک (Droseridites baculatus) از چاه غزالات-۱، فرورفتگی قطاره در مصر توصیف شده‌است.
ژاله‌پوش‌ریزه خارهاگ (Droseridites echinosporus) از ترشیاری اروپا ثبت شده‌است و عضوی از گروهی از گونه‌های مشابه است که به‌عنوان متعلق به جنس گیاه‌پارچ‌ها تعبیر شده‌است.
مکان‌هایی برای ژاله‌پوش‌ریزه بزرگ (D. major)، یک گونه احتمالی گیاه‌پارچ‌ها، شامل دوره ترشیاری اروپا و میدان زغال‌سنگ رکمانگیری (Rekmangiri) ائوسن اولیه پالئوسن در تپه‌های گارو (Garo Hills)، مگالایا، هند است.
ژاله‌پوش‌ریزه خرد (Droseridites parvus) در اصل از سازند چری ائوسن پایین در آسام، هند توصیف شد. همچنین از سازند تورا (Tura) از پالئوسن "منطقه رتیالتس امنداتوس (Retialetes emendatus) در آسام و منطقه دارامشالا و سیوالیک (Siwalik) در دوره الیگوسن - نئوژن و (مناطق دارامشالا و نورپور، بخش کانگرا، هیماچال پرادش) ثبت شده‌است. این گونه با ظاهر زگیل‌مانند مشخص می‌شود و "در حال حاضر قابل تفسیر نیست".
گرده منطبق با توصیف ژاله‌پوش‌ریزه باستانی (D. senonicus) در سازندهای شبه‌جزیره عربستان یافت شده‌است که قدمت آنها به اوایل کرتاسه میانی تا اواخر کرتاسه پسین می‌رسد، و پیشنهاد شده است که این گونه ممکن است نشان‌دهنده یک آرایه اولیه نخلیان باشد.
پالینومورف‌های ژاله‌پوش‌ریزه‌های ناشناسی از سایت‌های متعددی در هند ثبت شده‌اند، از جمله سازند کودالور (Cuddalore) دوره میوسن (Neyveli Lignitefield، تامیل نادو)، سازند تورا دوره پالئوسن (میدان زغال‌سنگ لانگرین، تپه‌های کاسی، مگالایا)، الیگوسن - نئوژن دارامشالا و سیوالیک.

## آرایه‌شناسی
گرده تعدادی از گونه‌هایی که در ابتدا تحت جنس ژاله‌پوش‌ریزه توصیف شده بودند به‌طور آزمایشی به گیاه‌پارچ‌ها اختصاص داده شده‌است. در سال ۱۹۸۵، ویلفرد کروچ (Wilfried Krutzsch) سه گونه از گروه ژاله‌پوش‌ریزه خارهاگ را انتقال داد و ترکیب جدید گیاه‌پارچ خاردار (Nepenthes echinatus) و گیاه‌پارچ خارهاگ (N. echinosporus) و گیاه‌پارچ بزرگ (N. major) را ایجاد کرد. با این حال، در قطر بیش از ۴۰ میکرومتر، چهارتایی‌های ژاله‌پوش‌ریزه بزرگ، بزرگتر از هر گونه گیاه‌پارچ‌های موجود است و در محدوده پایین‌تری از چهارتایی‌های ژاله‌پوش موجود است. گرده از جزایر کرگولن در اصل به‌عنوان ژاله‌پوش‌ریزه پیچاپیچ توصیف شده‌است نیز به‌عنوان متعلق به گیاه‌پارچ‌ها تفسیر شده‌است.
برخی از نویسندگان ژاله‌پوش‌ریزه خرد و ژاله‌پوش‌ریزه بزرگ را مترادف گیاه‌پارچ‌ریزه لایترینگ (Nepenthidites laitryngewensis) دوره پالئوسن در ماسه‌سنگ لاکادونگ در لایترینگ (Laitryngew) تپه‌های خاسی، هند می‌دانند.